# Венера Илльская
«Вене́ра И́лльская» (La Vénus d’Ille) — новелла Проспера Мериме, написанная в 1835 году и опубликованная двумя годами позже в «Ревю де Дё Монд». В ней отразились впечатления автора от странствий по французским провинциям в качестве инспектора исторических памятников.
В прото-детективном рассказе обыгрывается романтический топос оживающего произведения искусства, будь то статуя («Мраморная статуя», «Коппелия», «Каменный гость», «Градива») или портрет («Кофейник» Готье, «Портрет» Гоголя, «Штосс» Лермонтова, «Метценгерштейн» Эдгара По, «Упырь» А. К. Толстого и т. д.)

## Сюжет
Рассказ ведёт парижский учёный, осматривающий памятники старины в каталонской части Франции. Узнав о том, что в посёлке Илль из земли извлечена «огромная чёрная женщина, почти совсем голая», он приезжает в Илль, где останавливается в доме эксцентричного краеведа Пейрорада. «Идол», про которого в округе идёт недобрая слава, оказывается редкостной бронзовой статуей Венеры античной работы. В выражении её лица рассказчику мерещится что-то беспощадное — «коварство, переходящее в злобу».

В доме Пейрорада идёт подготовка к свадьбе его 26-летнего сына Альфонса с девушкой из соседнего селения. Перед свадебной церемонией, назначенной вопреки суевериям на пятницу, Альфонс помогает команде земляков одержать победу в мяч над заезжими арагонцами. На время игры массивное кольцо с бриллиантами, которое Пейрорады из поколения в поколение подносили своим супругам, он надевает на палец статуи и в суматохе так забывает о нём. После возвращения новобрачных из церкви Альфонс пытается снять перстень, но безуспешно: ему кажется, что статуя согнула палец. «Выходит, что она моя жена, раз я надел ей кольцо…», — смущённо бормочет он себе под нос.

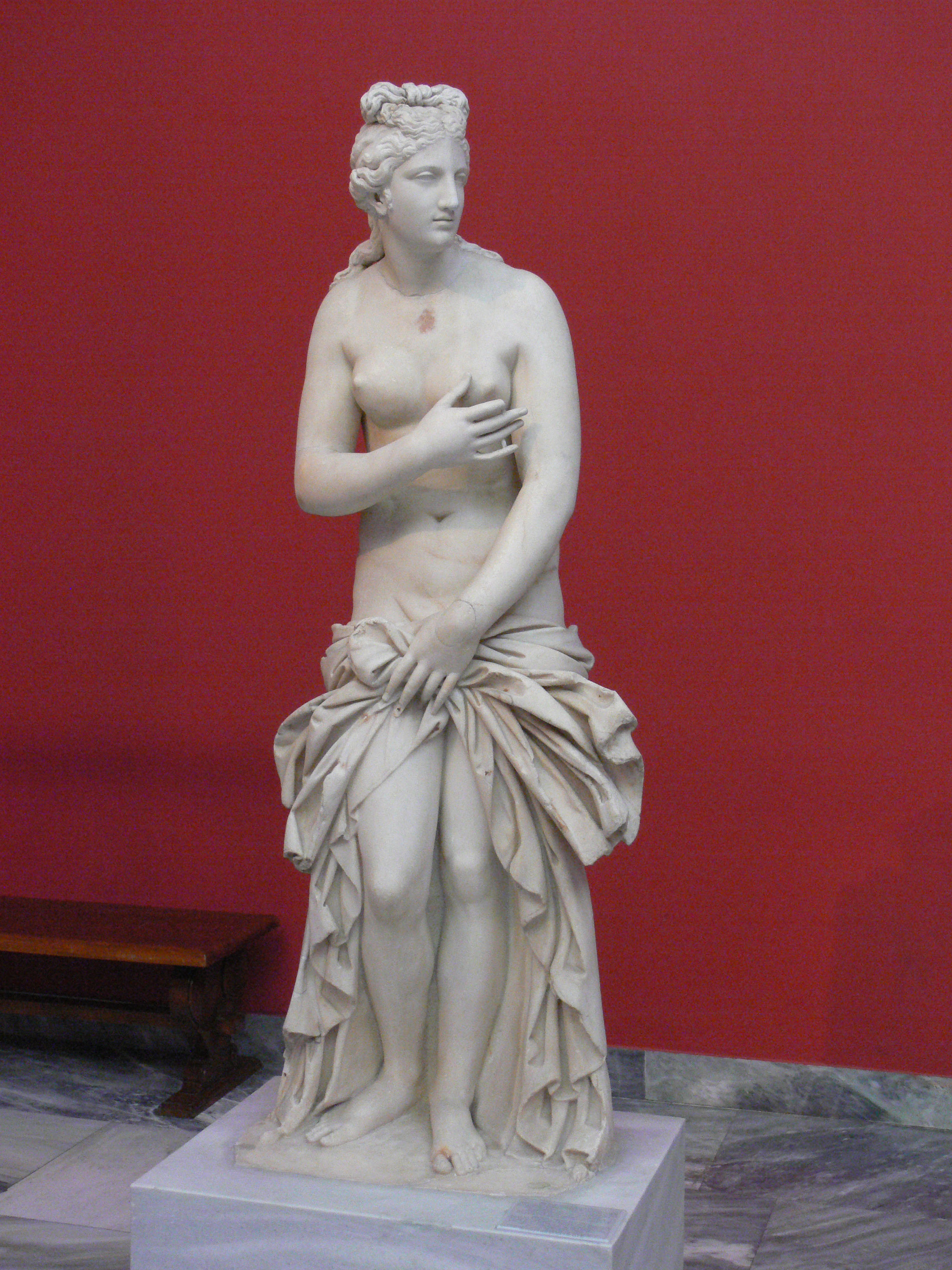
Статуя типа «Венера Стыдливая», описанного в новелле

Ночью рассказчик слышит тяжёлые шаги по лестнице по направлению к спальне новобрачных, а рано утром кто-то выходит из дома той же тяжёлой поступью. Жениха находят в спальне мёртвым — на сломанной кровати, раздавленным, как если бы его сдавили железным обручем. На полу валяется перстень. Бессвязные речи невесты свидетельствуют, по мнению окружающих, о том, что она повредилась рассудком. Девушка рассказывает, что перед тем, как впасть в забытье, видела мужа «в объятьях зелёного гиганта», напомнившего ей бронзовый идол Венеры.
Хотя напрашивается сверхъестественное объяснение произошедшего, столичный учёный предпочитает оставаться на твёрдой почве рационального мышления. Согласно его предположению, убийство совершил один из побеждённых накануне арагонцев, который при свидетелях угрожал Альфонсу. У арагонца, впрочем, обнаруживается алиби.
Местным же жителям гипотеза о том, что Альфонс погиб от руки влюблённой статуи, не представляется чем-то невозможным. В эпилоге сообщается, что старая госпожа Пейрорад, вслед за сыном лишившись также и мужа, распорядилась переплавить античный шедевр на колокол для местной церкви. «С тех пор, как в Илле звонит этот колокол, виноградники уже два раза пострадали от мороза», — заключает свой рассказ автор.

## Производные сочинения
- «Последний из рода Валериев» — первый рассказ американского писателя Генри Джемса (1873), вдохновлённый его переводом «Венеры Илльской» и представляющий собой вариацию фабулы Мериме[3]
- «Венера Илльская» — последний фильм итальянского режиссёра Марио Бава (1979)
- Оперы Отмара Шёка (1922) и Анри Бюссера (1964)